# I Hear a Symphony
Singles de The Supremes
Nothing but Heartaches
(juillet 1965) My World Is Empty Without You
(décembre 1966)
I Hear a Symphony est une chanson écrite par le trio Holland-Dozier-Holland pour le groupe The Supremes. Elle sort en 45 tours en octobre 1965 et devient le sixième no 1 américain de la carrière des Supremes.